# PCHL 1948/49
Die Saison 1948/49 war die 13. reguläre Saison der Pacific Coast Hockey League (PCHL). Meister wurden die San Diego Skyhawks.

## Reguläre Saison

### Abschlusstabellen
Abkürzungen: GP = Spiele, W = Siege, L = Niederlagen, T = Unentschieden, GF = Erzielte Tore, GA = Gegentore, Pts = Punkte

#### North Division
|                        | GP | W  | L  | T | GF  | GA  | Pts |
| ---------------------- | -- | -- | -- | - | --- | --- | --- |
| New Westminster Royals | 70 | 39 | 26 | 5 | 285 | 229 | 83  |
| Tacoma Rockets         | 70 | 34 | 31 | 5 | 239 | 262 | 73  |
| Vancouver Canucks      | 70 | 33 | 31 | 6 | 262 | 256 | 72  |
| Portland Eagles        | 70 | 32 | 31 | 7 | 246 | 236 | 71  |
| Seattle Ironmen        | 70 | 29 | 36 | 5 | 225 | 246 | 63  |

#### South Division
|                         | GP | W  | L  | T | GF  | GA  | Pts |
| ----------------------- | -- | -- | -- | - | --- | --- | --- |
| Fresno Falcons          | 70 | 33 | 30 | 7 | 213 | 211 | 73  |
| Oakland Oaks            | 70 | 33 | 33 | 4 | 241 | 222 | 70  |
| San Diego Skyhawks      | 70 | 32 | 35 | 3 | 249 | 275 | 67  |
| Los Angeles Monarchs    | 70 | 28 | 33 | 9 | 246 | 271 | 65  |
| San Francisco Shamrocks | 70 | 29 | 36 | 5 | 273 | 271 | 63  |